# Управління по боротьбі з організованою злочинністю
Управління боротьби з організованою злочинністю (УБОЗ) — структурний підрозділ обласних, Київського і Севастопольського міських управлінь МВС України і входить до системи державних органів, спеціально створених для боротьби з організованою злочинністю. 12 лютого 2015 Верховною Радою України прийнято рішення щодо ліквідації УБОЗу.

## Основні завдання УБОЗ
1. Виявлення та припинення діяльності стійких суспільно небезпечних організованих груп і злочинних організацій (далі ОГ і ЗО), які впливають на соціально-економічну і криміногенну ситуацію в регіоні та в державі, викриття злочинної діяльності їх лідерів та «авторитетів».
2. Виявлення, розкриття серійних, резонансних злочинів та вбивств на замовлення, учинених відносно народних депутатів України, державних службовців І-ІІІ категорій, а також відносно учасників організованих груп і злочинних організацій, злочинна діяльність яких викривалася УБОЗ у ході роботи у справах оперативного обліку.
3. Боротьба з корупцією і хабарництвом у сферах, які мають стратегічне значення для економіки держави, серед посадових осіб судових, правоохоронних та контролюючих органів.
4. Виявлення й ліквідація злочинних схем, спрямованих на легалізацію доходів, одержаних у результаті злочинної діяльності ОГ і ЗО.
5. Здійснення розвідувально-пошукових заходів, спрямованих на отримання інформації про кримінальні процеси й тенденції розвитку організованої злочинності в державі.
6. Забезпечення відшкодування збитків, заподіяних державі, юридичним та фізичним особам незаконною діяльністю ОГ і ЗО, корупційними діяннями посадових осіб.